# اندیس ایستگاه مهرآباد
ایستگاه مهرآباد یک اندیس غیرفلزی است که در حوالی شهر عشین استان اصفهان قرار دارد و مادهٔ معدنی موجود در آن، بنتونیت است.  